# Feroniola
Feroniola is een geslacht van kevers uit de familie van de loopkevers (Carabidae). De wetenschappelijke naam van het geslacht is voor het eerst geldig gepubliceerd in 1900 door Tschitscherine.

## Soorten
Het geslacht Feroniola omvat de volgende soorten:
- Feroniola bradytoides (Fairmaire, 1889)
- Feroniola famelica Tschitscherine, 1900
- Feroniola kulti Straneo, 1952
- Feroniola laticollis (Solier, 1849)
- Feroniola minor Straneo, 1967
- Feroniola reichardti Straneo, 1995
- Feroniola subamaroides (Rousseau, 1900)
- Feroniola subsinuata Straneo, 1967
- Feroniola zischkai Straneo, 1952